# 巴基鈴木公司
巴基鈴木公司乃是日本鈴木公司於1983年在巴基斯坦信德省喀拉蚩建立的汽車製造組裝工廠，亦是巴基斯坦最大的汽車組裝廠。

## 沿革與概要
早在1975年，鈴木公司便進軍巴基斯坦，與新時代汽車公司（Naya Daur Motors，喀喇崑崙汽車〔Karakoram Motors （Pvt） Ltd.〕之前身）合作生產四輪驅動車款鈴木Jimny；1978年更委由阿瓦米汽車（Awami Autos Ltd.）組裝800c.c.皮卡貨車鈴木Carry。1982年9月巴基斯坦政府出面與鈴木合資成立「巴基鈴木公司」，起初後者持股僅有12.5%，但目前已增至73.09%，成為其子公司。
1982年9月推出第一輛汽車產品鈴木FX 800（原型車是第五代Fronte），1985年該公司股票上市，同時社長鈴木修獲得巴基斯坦當局頒贈席塔拉伊巴基斯坦勳章。1992年馬格拉工廠落成啟用，1997年出口皮卡貨車鈴木Ravi（原型車為第八代鈴木Carry）至尼泊爾、孟加拉等國家。2001年發表鈴木Mehran（原型車為第二代Alto）、Bolen（原型車為第八代Carry）、Ravi等車種的CNG版本，這是巴基斯坦第一款CNG車。從2005年到2007年間，該公司陸續擴充產能，年產量自8萬輛擴大成15萬輛。2007年將鈴木機車巴基斯坦分公司（Suzuki Motorcycle Pakistan Limited）併入該公司，同年CNG車之總銷售量已達25萬輛；3年後達到2倍。2013年該公司開始經營引擎機油業務，2014年則開始銷售船舶用發動機。

## 內部連結
- 鈴木公司

## 外部連結
- （英文）官方網站 （页面存档备份，存于）